# 石井孝典
石井 孝典（いしい たかのり、1980年4月1日 - ）は、山形県出身のサッカー指導者。

## 来歴
横河武蔵野FCユースでの指導を経て、2004年よりモンテディオ山形の下部組織で指導。2006年からは2年間トップチームでフィジカルコーチを務めた。その後再び下部組織でコーチ、監督を歴任し、2014年にトップチームのフィジカルコーチに再任。
2014年、J2リーグ6位で終え、J1昇格プレーオフでJ1昇格。
2018年12月、15年間所属した山形を退団し、藤枝MYFCのコーチに就任。
2021年、東京ヴェルディのフィジカルコーチに就任。
2023年、J2リーグ３位で終え、J1昇格プレーオフでJ1昇格。
2023年12月26日、川崎フロンターレのフィジカルコーチに就任。
2025年2月、U-19,17,16日本女子代表フィジカルコーチに就任。

## 所属クラブ・学歴
- 日本大学山形高等学校
- 日本大学
- 日本大学大学院

## 指導歴
- 2002年 - 2003年 横河武蔵野FCユース コーチ
- 2004年 - 2018年 モンテディオ山形
  - 2004年 - 2005年 育成普及 コーチ （ジュニアユース村山）
  - 2006年 - 2007年 トップチーム フィジカルコーチ
  - 2008年 育成普及 フィジカルコーチ
  - 2009年 ジュニアユース村山 監督
  - 2010年 ユース コーチ兼育成 フィジカルコーチ
  - 2011年 - 2013年 ユース コーチ兼アカデミー フィジカルコーチ
  - 2014年 - 2018年 トップチーム フィジカルコーチ
- 2019年 - 2020年 藤枝MYFC コーチ兼フィジカルコーチ
- 2021年 - 2023年 東京ヴェルディ フィジカルコーチ
- 2024年 川崎フロンターレ フィジカルコーチ
- 2025年 - U-19,17,16日本女子代表フィジカルコーチ